# Бути (Италия)
Бути (итал. Buti) — коммуна в Италии, расположена в области Тоскана, в провинции Пиза.
Население коммуны, на 01.01.2024 года, составляло 5525 человек, плотность населения ─ 239,95 чел./км². Коммуна занимает площадь 23,03 км². Почтовый индекс — 56032. Телефонный код — 0587.
Покровительницей коммуны почитается Пресвятая Богородица, празднование 11 сентября, или во второе воскресенье сентября и в понедельник вслед за ним.

## Демография
Динамика населения:

## Администрация коммуны
- Официальный сайт: http://www.comune.buti.pi.it/